# Gama korekce
Faktor gama, nebo jednoduše gama, definuje vztah mezi číselnou hodnotou pixelu a jeho skutečnou svítivostí. Gamu lze najít ve fotoaparátech, obrazových souborech, obrazovkách a prakticky v jakémkoli jiném zobrazovacím zařízení.  
Gama korekce je nutná kvůli tomu, že lidé vnímají světlo nelineárně. Lidské oko má vyšší citlivost ve stínech, zatímco při jasném osvětlení je méně citlivé na rozpoznání rozdílů v osvětlení. Senzor naopak vnímá světlo lineárně. Gama korekce pomáhá vylepšit techniku expozice, vytěžit maximum ze zpracování obrazu a efektivně využít paměť elektronických médií. Gama korekce, gama kódování nebo gama komprese znamenají totéž.

## Původ / Standardy gama korekce

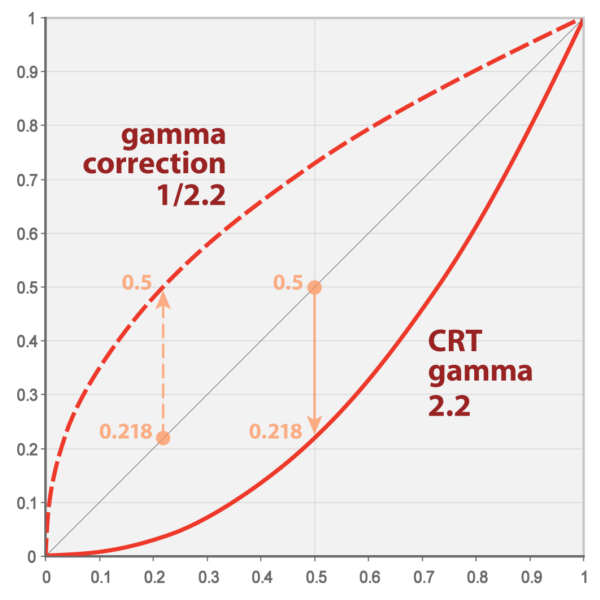
Ukázka gama korekce 1/2.2 a CRT gamy 2.2

Důvodem vzniku gama korekce byly staré CRT (Cathode Ray Tube) displeje, které samy nebyly schopny zesílit výstupní signál, a proto byla nutná určitá korekce obrazu. To vedlo k vytvoření standardní gama korekce – 2,2.
Ve většině analogových televizních systémů je kódovací gama korekce v rozsahu 1,2-1,3. Ve světlých oblastech při těchto hodnotách byl přebytek informací o přechodech mezi tóny a v tmavých naopak málo informací pro správné a kvalitní vnímání obrazu lidským okem. Navíc snímek bez korekce vypadal velmi tmavě. Takto vznikl standard 2,5 gama korekce a později začal Apple ve svých produktech používat hodnotu gama rovnu 1,8.
Výchozí nastavení gama pro barevné prostory sRGB a Adobe RGB je 2,2. Každý monitor má své vlastní gama křivky, ale 2,2 je výchozí hodnota, která zhruba vyjadřuje průměrnou hodnotu gama většiny displejů a dává dobré výsledky na většině monitorů.

## Matematický model
Gama určuje výsledný jas a kontrast obrazu a je prezentována jako jednoduchá mocninná funkce, kde Vout je výstupní signál, Vin je vstupní signál, A je kontrastem a γ je mocnina, na kterou je vstupní signál (Vin) zvýšen, aby se byl získán závěrečný signál (Vout).
{\displaystyle Vout=AVin^{\gamma }}

## Editace fotografií

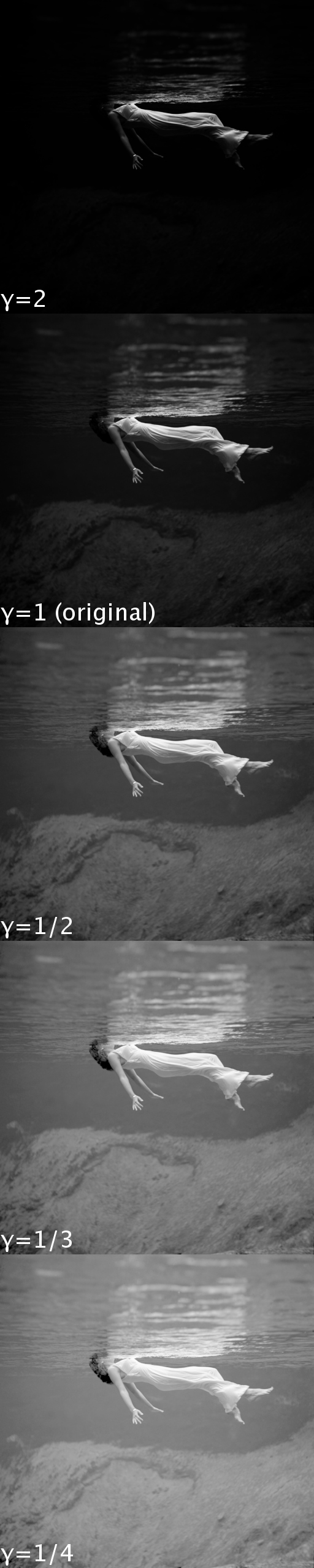
Ukázka gama korekce obrazu

Programy a aplikace pro úpravu fotografií udržují gamu na úrovni 1. Změna této hodnoty má přímý dopad na zobrazení fotografie. Zvýšením čísla gama se fotografie zesvětlí, zatímco snížením hodnoty se fotografie ztmaví. Gama ovlivňuje převážně střední tóny obrazu, a proto se nejčastěji používá ve spojení s dalšími úpravami obrazu, jako je vyvážení barev, kontrast nebo jas. 